# Parafia Najświętszego Serca Pana Jezusa w Turku
Parafia Najświętszego Serca Pana Jezusa w Turku – rzymskokatolicka parafia położona w środkowej części powiatu tureckiego, swoim zasięgiem obejmuje część miasta oraz kilka miejscowości gminy Turek. Administracyjnie należy do diecezji włocławskiej (dekanat turecki).

## Proboszczowie i administratorzy parafii
- Hektor, syn Żegoty (1412–?)
- Wojciech z Turzy (1426–1440)
- Piotr Myszkowski (1481)
- Stanisław z Łagowa (początek XVI w.)
- Jan (ok. 1525)
- Jakub Solek (1603–?)
- Jakub Boczkowski (1637)
- Mikołaj Moliński (1663–1680)
- Maciej Suliszek (1696)
- Adam Dominikowski (1712–1734)
- Roch Koszucki (1734–1766)
- Franciszek Czyżewski (1766–1812)
- Mikołaj Szatkowski (1812–1838)
- Aleksander Doruchowski (1838–1844)
- Andrzej Wągrowski (1844–1868)
- Stanisław Gruczyński (1868–1881)
- Michał Orzechowski (1881–1912)
- Ignacy Kasprzykowski (1913–1921)
- Michał Majewski (1921–1931)
- Józef Florczak (1931–1942)
- Paweł Guranowski (1945–1955)
- Zygmunt Lipa (1956–1957)
- Adam Śniechowski (1957–1963)
- Stanisław Piotrowski (1963–1965)
- Józef Olczyk (1965–1982)
- Kazimierz Tartanus (1983–2003)
- Marek Kasik (od 2003)